# Jean Becker (violinist)
Jean Becker, född 11 maj 1833 och död 10 oktober 1884, var en tysk violinist.
Becker var konsertmästare i Mannheim fram till 1858, och sysselsatte sig därefter med konsertresor. 1866 blev han konsertmästare i Florens, där han grundade Florentinska kvartetten. Efter dess upplösning 1880 företog han konsertresor med sina barn i Unga Beckerska kvartetten.